# Santa María de Salceda
Santa María de Salceda es una parroquia española del municipio de Salceda de Caselas, perteneciente a la provincia de Pontevedra, en la comunidad autónoma de Galicia.

## Historia
Hacia mediados del siglo XIX, el lugar, ya por entonces perteneciente a Salceda, tenía contabilizada una población de 1113 habitantes. Aparece descrito en el decimotercer volumen del Diccionario geográfico-estadístico-histórico de España y sus posesiones de Ultramar de Pascual Madoz con las siguientes palabras:

SALCEDA (Sta. Maria): felig. con título de v., cap. del ayunt. del mismo nombre en la prov. de Pontevedra (7 leg.), part. jud. y dióc. de Tuy (2). sit. al pie de una cord. que se prolonga de N. á O.; el clima es templado y sano; los aires mas frecuentes N. y S. Tiene 270 casas en los barrios de Barreiro, Boladouro, Castro, Cestelo, Feria, Esfarrapada, Pajariña, Pegullaly Piedra; hay casa municipal y 2 escuelas particulares de primeras letras frecuentadas por 57 niños. La igl. parr. (la Asuncion de Ntra. Sra.) de la que es aneja la de San Pedro de Arentey en el ayunt. de Salvatierra, se halla servida por un cura de entrada y patronato real y ordinario; tambien hay 3 ermitas dedicadas á San José, San Antonio y San Benito. Confina N. Cristiñade y Nogueira; E. Aljan y Cabreira; S. Parderrubias y Entienza, y O. Picoña. El terreno es arcilloso y de buena calidad; le baña el riach. llamado Casetas que nace en San Martin de Picoña, tiene un mal puente y desagua en el Miño. En la mencionada cord. sobresale el Pico de la Cruz, desde cuya altura se disfruta una hermosa perspectiva percibiéndose la c. de Tuy, la plaza de Valenza en Portugal, y hasta el monte de Sta. Tecla en el ayunt, de la Guardia. Atraviesa por esta felig. el camino real que dirige á Puenteareas, Redondela, Vigo, Tuy etc.: el correo se recibe de Tuy y Puenteareas por baligero. prod.: maiz, trigo, centeno, vino, cebada, judías, patatas, castañas, legumbres y frutas; hay ganado vacuno; caza de liebres, conejos y perdices, y pesca de anguilas y truchas. ind.: la agrícola, ganadería y molinos harineros. pobl.: 261 vec., 1,113 alm. contr.: con las demas parr. del ayunt. (V.):
(Madoz, 1849, p. 685)

En 2023, tenía empadronados 5460 habitantes.